# Calipatria
Calipatria é uma cidade localizada no estado americano da Califórnia, no Condado de Imperial. Foi incorporada em 28 de fevereiro de 1919.

## Geografia
De acordo com o United States Census Bureau, a cidade tem uma área de 9,6 km², onde todos os 9,6 km² estão cobertos por terra. Situada a uma altitude de 50 metros abaixo do nível médio do mar, Calipatria é a cidade a menor altitude do hemisfério ocidental. A cidade atualmente afirma ter o mais alto mastro de bandeira do mundo (184 pés, 56 metros), estando a bandeira acima do nível do mar" Porém, de acordo com o Guinness Book of World Records o mastro de bandeira de Jeddah detém o título de mais alto poste de bandeira do mundo.

### Localidades na vizinhança
O diagrama seguinte representa as localidades num raio de 40 km ao redor de Calipatria.

## Demografia

### Censo 2010
Segundo o censo nacional de 2010, a sua população é de 7 705 habitantes e sua densidade populacional é de 799,71 hab/km². Possui 1 121 residências, que resulta em uma densidade de 116,35 residências/km².

### Censo 2000
De acordo com o censo nacional de 2000, a densidade populacional era de 758,6/km² (1965,8/mi²) entre os 7289 habitantes, distribuídos da seguinte forma:
- 32,39% caucasianos
- 21,32% afro-americanos
- 0,73% nativo americanos
- 0,63% asiáticos
- 0,03% nativos de ilhas do Pacífico
- 42,65% outros
- 2,25% mestiços
- 57,35% latinos

Existiam 756 famílias na cidade, e a quantidade média de pessoas por residência era de 3,55 pessoas.